# Jürgen Oehlerking

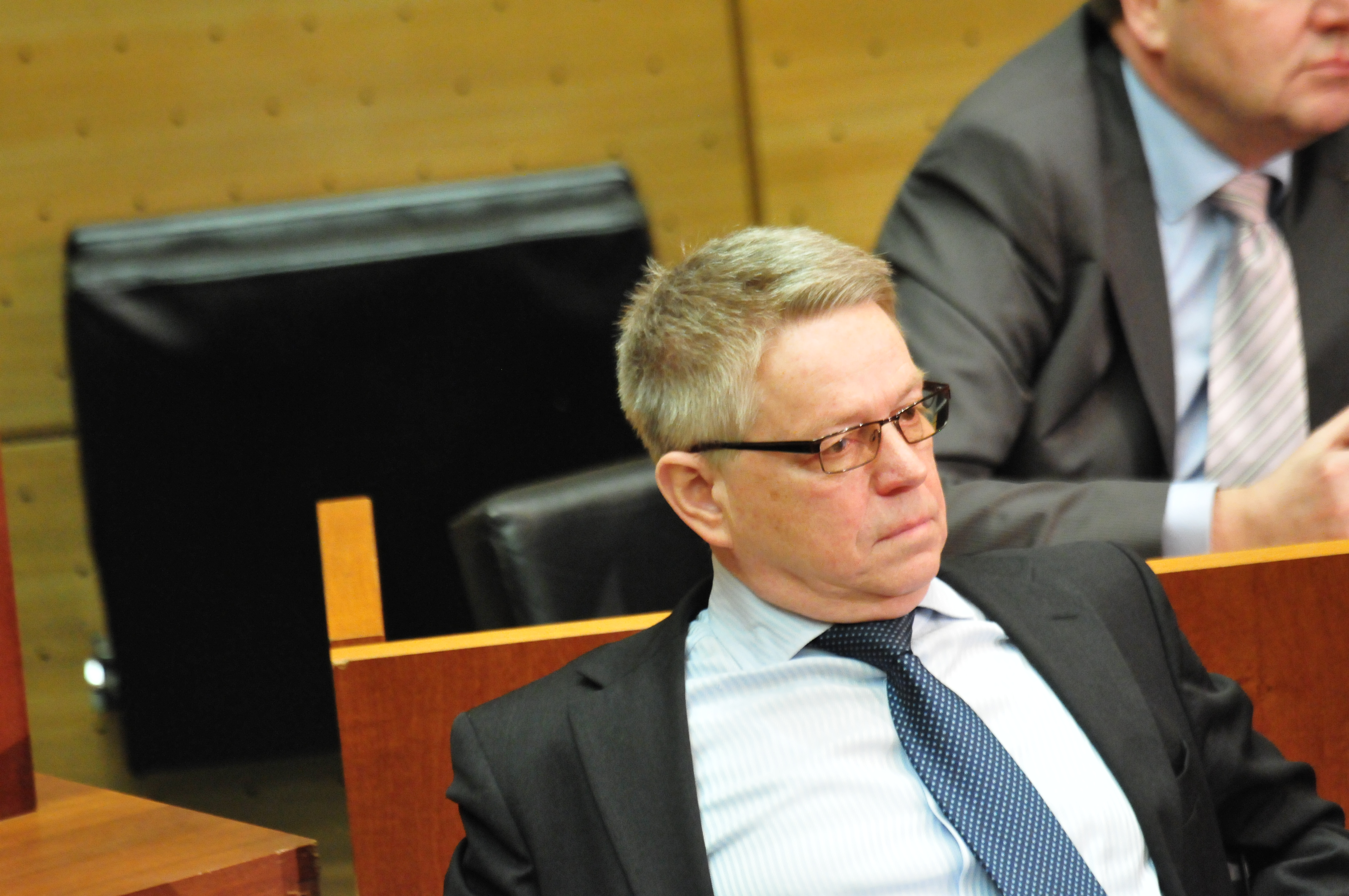
Jürgen Oehlerking (2013)

Jürgen Oehlerking (* 29. Juli 1947 in Hannover) ist ein deutscher Verwaltungsjurist. Er war von 2003 bis 2013 Staatssekretär im Niedersächsischen Justizministerium.

## Leben

### Ausbildung
Oehlerking erlangte zunächst die Mittlere Reife in Hannover und anschließend das Abitur am Abendgymnasium Hannover. Anschließend absolvierte er von 1964 bis 1969 eine Ausbildung zum Regierungsinspektor. Von 1971 bis 1975 studierte er Rechtswissenschaften in Göttingen und machte von 1975 bis 1977 das Referendariat. Dann war er von 1977 bis 1979 wissenschaftlicher Assistent an der Universität Göttingen bei Professor Wolfram Henckel. Im Jahr 1980 wurde er mit einer Arbeit über „Die Auswirkungen der Zahlungsunfähigkeit des Arbeitgebers auf die Bezüge der Arbeitnehmer“ an der Universität Göttingen zum Dr. promoviert.

### Laufbahn
Jürgen Oehlerking war nach seiner Ausbildung zum Regierungsinspektor als solcher bzw. als Regierungsoberinspektor von 1969 bis 1971 beim Niedersächsischen Landesverwaltungsamt tätig. Nach dem rechtswissenschaftlichen Studium war er von 1979 bis 1983 Richter am Verwaltungsgericht Hannover. Anschließend arbeitete er im Land Niedersachsen von 1983 bis 1985 als wissenschaftlicher Mitarbeiter beim Gesetzgebungs- und Beratungsdienst des Niedersächsischen Landtages, von 1985 bis 1986 als Leiter des Referates für Öffentliches Recht im Niedersächsischen Justizministerium, von 1986 bis 1989 als Leiter des Referates für Medienrecht, Medienpolitik in der Niedersächsischen Staatskanzlei und von 1989 bis 1991 als Leiter der Verwaltungsabteilung des Niedersächsischen Landtages.
Nach der Deutschen Wiedervereinigung wechselte er in ein Neues Bundesland und war von 1991 bis 1996 Leiter der Abteilung für Gesetzgebung, Ressortkoordinierung in der Staatskanzlei des Landes Sachsen-Anhalt sowie von 1996 bis 2003 Leiter der Abteilung für Gesetzgebung im Ministerium der Justiz des Landes Sachsen-Anhalt.
Mit Wirkung vom 4. März 2003 wurde Oehlerking unter Minister Bernd Busemann (CDU) zum Staatssekretär im Niedersächsischen Justizministerium ernannt. Am 19. Februar 2013 trat er in den Ruhestand.

## Veröffentlichungen (Auswahl)
- Die Auswirkungen der Zahlungsunfähigkeit des Arbeitgebers auf die Bezüge der Arbeitnehmer. Dissertation, Schwartz, Göttingen 1981, ISBN 978-3-509-01197-5.
- Private Auslagerung von Funktionen der Justiz und der Gefahrenabwehr. Nomos Verlagsgesellschaft mbH & Co. KG, Baden-Baden 2008, ISBN 978-3-8452-0908-1.